# Sigurd Andersson
Sigurd Andersson, född 18 juli 1926 i Nederkalix församling, död 5 februari 2009 i Nederkalix församling, var en svensk längdskidåkare som tävlade under 1940- och 1950-talen. Han vann brons vid Olympiska vinterspelen i Oslo 1952 på 4 x 10 kilometer stafett.